# Bulgária űrkutatása
Bulgária űrkutatása a többi szocialista országhoz hasonlóan a Szovjetunió által a műholdakon (platform helyek) elhelyezhető hazai fejlesztésű műszerek, illetve az ingyenesen biztosított hordozórakéták és földi követőhálózat tette lehetővé a világűr kutatását.

## Története
A Szovjetunió segítségével a (volt) szocialista országok az Interkozmosz (IK) program keretében bekapcsolódhattak a világűr tanulmányozásába. A bolgár űrkutatási tevékenységet a Bolgár Tudományos Akadémia irányítja. Bulgáriának is ki kellett építeni (alkalmassá kellett tenni) a világűr kutatásával (optika- és rádió csillagászat) foglalkozó létesítményeket, biztosítani a technikai feltételeket.
Kiépítették a kozmikus kutatólaboratóriumot, földi megfigyelőállomást építettek a Muszalán. A hegycsúcs a Balkán-félsziget legmagasabb csúcsa a Rila-hegységben
Részt vesznek a mesterséges holdak követésén alapuló, geodéziai erőforrás-kutatás, a meteorológia, az ionoszféra, valamint a kozmikus biológia- és sugárzás kutatásaiban.

## Emberes űrrepülés
Az első űrrepülést a Szojuz–33 fedélzetén Georgi Ivanov (űrhajós) végezte, de technikai okok miatt nem tudták teljesíteni szolgálatukat. A tervezett programot részben a szovjet űrhajósok, részben Farkas Bertalan hajtotta végre.
A másodikat a Szojuz TM–5 fedélzetén indulva Alekszandar Alekszandrov a Mir űrállomás fedélzetén eredményesen teljesítette.

## Technikai eszközök

### Szpektr–15
A Szaljut–6 fedélzetén volt elhelyezve a 15 csatornás fotométer. A készülékkel nagyszámú színképet készítettek a földfelszínről (Bulgária területéről), a légkörről, a lenyugvó és a felkelő Napról.

### Duga
Az elektrofotométerrel megfigyeléseket végeztek az ionoszféra optikai jelenségeiről (sarki fény, egyenlítői fény, közepes szélességű vörös ívek).

### Doziméterek
Az ionizáló sugárzás teljes intenzitását hosszabb időtartamon át regisztrálta.

## Műholdja
Az Interkozmosz–22 fedélzetén elhelyezett műszerek több kísérletet – plazma-részecskék mérése- eloszlása; illetve optikai kísérletek, fényképezések – végeztek. A mért eredményeket a földi vevőállomásra továbbították.